# 2015년 NC 다이노스 시즌
2015년 NC 다이노스 시즌은 KBO 리그에서 김경문 감독이 이끄는 프로 구단 NC 다이노스의 2015년 시즌을 일컫는다.

## 타이틀
- 올스타 선발: 김태군 (포수), 테임즈 (1루수), 이호준 (지명타자)
- 올스타전 추천선수: 손민한, 해커, 나성범
- 컴투스프로야구 NC 다이노스 베스트 라인업: 해커 (2선발), 테임즈 (1루수)
- 컴투스프로야구2022 타이틀홀더 라인업: 손민한 (선발투수), 테임즈 (1루수), 나성범 (우익수)
- 컴투스프로야구 내일은 MVP 라인업: 테임즈 (1루수)
- 컴투스프로야구 10년대 올스타: 테임즈 (1루수)
- 컴투스프로야구 시그니처 카드: 해커, 이재학, 손민한, 이혜천, 임창민, 김태군, 테임즈, 박민우, 나성범
- 컴투스프로야구매니저 에이스 카드: 해커 (우완 선발투수), 이재학 (우완 선발투수), 아담 (좌완 선발투수), 임창민 (중계투수), 김진성 (마무리투수), 김태군 (포수), 테임즈 (1루수), 박민우 (2루수), 손시헌 (유격수), 모창민 (3루수), 나성범 (외야수)

### 퓨처스리그
- 퓨처스 올스타: 구창모, 강민국, 유영준, 김준완

## 선수단
- 선발투수: 해커, 스튜어트, 이태양, 이재학, 손민한, 찰리, 이승호
- 구원투수: 최금강, 임정호, 이민호, 김진성, 고창성, 이혜천, 민태호, 문수호, 이대환, 강장산, 배재환, 윤강민, 홍성용, 손정욱, 노건우
- 마무리투수: 임창민, 박명환, 박진우, 장현식
- 포수: 김태군, 용덕한, 박대온
- 1루수: 테임즈, 조영훈, 조평호
- 2루수: 박민우, 강민국, 김태진
- 유격수: 손시헌, 황윤호, 이창섭, 노진혁
- 3루수: 모창민, 지석훈
- 좌익수: 김종호, 김성욱, 박정준, 강구성
- 중견수: 이종욱, 최재원, 김준완
- 우익수: 나성범, 윤병호
- 지명타자: 이호준, 마낙길

## 특이 사항
- 지석훈은 9월 13일 SK 와이번스와의 경기에서 9회에 역전 끝내기 홈런을 쳤다. 이 순간은 2015 시즌 KBO 리그에서 승리 확률 변동 폭이 가장 컸던 순간이었다.
- 김태군은 포수로 144경기에 출전해 역대 포수 단일 시즌 최다 출장 기록을 세웠다.
- 테임즈는 역대 단일 시즌 최고 장타율(0.790), 최고 OPS(1.288), 최고 wOBA(0.530)를 기록했으며, 구단 사상 최초의 KBO MVP가 되었다.
- 이 시즌에 NC 다이노스에서는 규정타석을 충족한 타자가 9명이 나왔다. 즉, 지명타자를 포함한 모든 포지션의 주전 야수들이 규정타석을 채운 것인데, 이는 KBO 리그 사상 처음 있는 일이었다.
- 찰리는 6월 5일에 웨이버 공시되어 구단 사상 최초로 웨이버 공시된 선수가 되었다.
- 시즌 종료 후 연천 미라클의 내야수 이강혁을 영입하여 이강혁은 연천 미라클 사상 최초로 프로로 직행한 선수가 되었다.

## 변동 사항
- 2014년 6월 30일 1차 지명으로 경희대학교 투수 이호중을 지명하였다.[1]
- 2014년 8월 25일 2015년 한국프로야구 신인 드래프트에서 구창모, 류진욱 등 10명의 선수를 지명하였다.[2]
- 2011년 경찰청에 입대한 박세웅, 황윤호가 전역하였다.
- N팀 배터리 코치 강인권이 두산 베어스로 팀을 옮기면서 최기문이 N팀 배터리 코치로 부임하였고, C팀 배터리 코치로 이도형이 선임되었다.[3]
- 2014년 시즌이 끝난 후 허준, 정진, 김종찬, 박기민, 김병승, 김건효가 방출되었다. 허준은 방출 후 은퇴하여 마산고등학교 야구부 코치로, 정진은 울산공업고등학교 코치로 임명되었다.[4]
- 11월 28일 이성민이 kt 위즈의 특별지명을 받고 이적했다.[5]
- 2014년 12월 4일 에릭 테임즈, 찰리 쉬렉이 연봉 100만달러에 재계약을 하였고,[6] 12월 8일 에릭 해커가 50만 달러에 재계약을 하였다.[7]
- 2014년 12월 3일에는 김태우가 경찰청 야구단에[8] 12월 22일 권희동, 이상호, 김희원이 상무 피닉스에 입대하였다.[9]
- 박민석, 이대환, 김지호, 이지혁, 장기훈, 장혁진, 박지원, 최승민, 김민호를 육성 선수로 영입하였다.
- 2015년 1월 12일에 마산 올림픽기념관 공연장에서 열린 시무식에서 2015년 시즌의 캐치프레이즈를 발표했다. 2015년 시즌의 캐치프레이즈는 '거침없이가자 - 전력질주'이다.[10]
- 2015년 1월 15일부터 3월 4일까지 49박 50일간 미국 스프링 캠프를 시작한다. 전지훈련 명을 '사막의 질주(Desert Drive)'로 정하였으며, 1차 캠프는 1월 15일부터 2월 16일까지 애리조나 투산 에넥스 필드에서, 2차 캠프는 2월 17일부터 3월 2일까지 LA UAY 컴튼 야구장에서 열린다. 또한, 1차 캠프에서는 두 차례의 메이저 리그 내셔널리그 타격왕 출신 토미 데이비스가 2차 캠프에서는 1974년 메이저 리그 내셔널리그 MVP 출신 스티브 가비가 인스트럭터로 참가한다. 2차 캠프지인 UYA 컴튼 야구장에서는 현지 교민을 대상으로 야구클리닉 활동을 할 예정이다.[11]
- 2013년, 2014년 시즌에 주장을 맡았던 이호준이 주장직을 이종욱에게 넘겼다.[12]
- 2015년 6월 21일 NC와 kt의 2:1 트레이드로 홍성용 오정복이 kt 위즈로 이적했고, 용덕한을 영입했다.[13]

## 시즌 요약

### 개막 전
애리조나 투손에서 1차 스프링캠프를 실시하였다. 스프링캠프 도중 원종현이 어지러움 증세를 느껴 귀국하였다. 그리고 대장암 판정을 받으면서 수술을 하면서 전력에서 이탈하였다. 캘리포니아주 로스앤젤레스에서 2차 스프링캠프를 실시하였다. 스프링캠프에서 미국 대학팀과 연습경기를 진행하였고 3승 2패의 전적을 기록하였다. 2월 25일 UCLA와의 경기에서 13-6으로 승리하였다. 김성욱이 4안타, 나성범과 에릭 테임즈가 4타점을 기록하였고 에릭 해커가 3이닝 3피안타 1실점 하였다. 또한, 손정욱(허리 근육통), 오정복(좌측 햄스트링 근긴장), 지석훈(우측 어깨), 이승재(좌측 손등)는 부상으로 이날 조기 귀국하였다.
2015 타이어뱅크 KBO 리그 시범경기의 마지막 경기인 3월 22일 사직야구장에서 열린 롯데 자이언츠와의 경기에서 7-2로 승리하면서 시범경기를 7승 2무 4패로 마감했다.
- 시범경기 순위

| 순위 | 구단        | 경기 | 승 | 패 | 무 | 승률  | 연속 | 게임차 |
| ---- | ----------- | ---- | -- | -- | -- | ----- | ---- | ------ |
| 2    | NC 다이노스 | 13   | 7  | 4  | 2  | 0.636 | 1승  | 0      |

### 3월
3월 28일부터 3월 29일까지 서울종합운동장 야구장에서 열린 두산 베어스와의 경기에서 2패를 기록했다. 3월 28일 경기에서는 상대선발 마야를 상대로 4득점을 기록했지만, 모창민의 에러로 찰리가 강판되면서 4-9로 패배했다. 3월 29일 경기에서는 손민한이 6 2/3이닝 3실점 호투했지만, 타선이 득점권에서 부진하면서 1-4로 패배했다. 3월 31일 넥센 히어로즈와의 경기는 우천 취소되었다.

### 4월
4월 1일 마산종합운동장 야구장에서 열린 홈 개막전에서 넥센 히어로즈와의 경기에서 10-3으로 승리했다. 3홈런(지석훈 테임즈 김태군)과 18안타를 기록했으며, 해커가 6이닝 3실점(1자책)으로 시즌 첫 승을 기록했다. 또한, 이종욱이 4회말에 피어밴드를 상대로 안타를 기록하면서 역대 63번째 통산 1,100안타를 기록했다. 4월 2일 경기는 다시 비로 취소됐다. 4월 3일부터 4월 5일까지 마산종합운동장 야구장에서 열린 한화 이글스와의 경기에서는 2승을 기록했다. 4월 3일 경기에서는 찰리가 5 2/3이닝 2실점으로 호투하고 타선이 폭발하면서 11-6으로 승리했다. 4월 4일 경기는 우천 취소되었다. 4월 5일 경기에서는 손민한이 만 40세 3개월 3일로 선발승을 거두면서 역대 KBO리그 최고령 선발승 3위를 기록했다. 경기에서는 9-2로 승리했다. 4월 7일부터 4월 9일까지 광주기아챔피언스필드에서 열린 KIA 타이거즈와의 경기에서는 3승을 기록했다. 4월 7일 경기에서는 해커가 6 2/3이닝 2실점(1자책) 호투했고, 6회 초에 이호준이 2타점 2루타를 기록하면서 5-2로 승리했다. 4월 8일 경기에서는 이재학이 2 2/3이닝 2실점으로 강판되었으나 불펜이 이후에 3실점으로 막고, 타선이 폭발하면서 13-5로 승리했다. 4월 9일 경기에서는 찰리가 5 2/3이닝 4피안타 2실점으로 호투하고 이혜천, 이민호가 무실점으로 홀드를 기록했으며, 김진성이 1이닝 무실점으로 막으면서 4-2로 승리했다. 이 경기에서 테임즈는 선발 투수 양현종에게 2루타 2개, 홈런을 기록했고, 김태영에게 1루타, 마지막 타석에서 임준섭에게 3루타를 기록하면서, 2014년 5월 23일 오재원 이후로 사이클링 히트를 기록했다. 경기에서는 NC 다이노스가 4-2로 승리했다.
4월 10일부터 4월 12일까지 마산종합운동장 야구장에서 열린 SK 와이번스와의 경기에서는 1승 2패를 기록했다. 4월 10일 경기에서는 이태양이 6 1/3이닝 2실점 호투를 했으나, 타선이 침체되면서 2-3으로 패배했다. 4월 11일 경기에서는 손민한이 6 1/3이닝 2실점으로 호투하고, 타선이 필요한 점수를 내면서 4-2로 승리했다. 4월 12일 경기에서는 해커가 4이닝 6실점(5자책)으로 강판당하고, 최금강이 0이닝 3실점, 강장산이 3 1/3이닝 2실점을 하는 등 투수진이 부진하면서 8-11로 패배했다. 4월 14일부터 4월 16일까지 사직야구장에서 열린 롯데 자이언츠와의 경기에서는 1승 2패를 기록했다. 4월 14일 경기에서는 이재학이 5이닝 6탈삼진 6사사구 4실점으로 부진했고, 타선이 힘을 못쓰면서 4-5로 패배했다. 4월 15일 경기에서는 찰리가 5이닝 6탈삼진 4사사구 4실점으로 부진했고, 타선이 한 점도 내지 못하면서 0-6으로 패배했다. 이종욱은 2회 볼넷 출루 후 모창민의 타석에서 2루 도루에 성공하면서 역대 9번째 통산 300도루를 기록했다. 4월 16일 경기에서는 이태양이 6이닝 5피안타 2실점(1자책)으로 호투하면서 8-3으로 승리하면서 3연패에서 탈출했다. 이태양은 이 승리로 시즌 첫 승을 기록했고, 2013년 5월 15일 사직야구장에서 열린 롯데 자이언츠와의 경기 이 후 701일 만에 승리를 기록했다. 나성범은 1회에 결승타를 포함해서 4타수 2안타 3타점 1득점을 기록하며 승리에 기여했다. 4월 17일부터 4월 18일까지 대전한화생명이글스파크에서 열린 한화 이글스와의 경기에서는 2패를 기록했다. 4월 17일 경기에서는 손민한이 4 1/3이닝 6실점을 기록하면서 강판당하고, 불펜도 4실점을 하면서 6-10으로 패배했다. 4월 18일 경기에서는 해커가 5 2/3이닝 3실점을 기록했으나, 뒤이어 등판한 이혜천 임정호 이민호가 5실점하면서 6-8로 패배했다. 이호준은 8회 배영수를 상대로 안타를 기록하면서 역대 19번째 통산 1600안타를 기록했다. 4월 19일 경기는 우천취소 됐다.
4월 21일부터 4월 23일까지 마산종합운동장 야구장에서 열린 삼성 라이온즈와의 경기에서는 3패를 기록했다. 4월 21일 경기에서는 찰리 쉬렉이 2 1/3이닝 4실점 강판당하면서 0-5로 패배했다. 4월 22일 경기에서는 노성호가 5 2/3이닝 4실점을 기록했으나, 타선이 부진하면서 2-6으로 패배했다. 이 경기에서 이호준은 차우찬을 상대로 역대 10번째 통산 2800루타를 기록했다. 4월 23일 경기에서는 손민한이 4 1/3이닝 7실점 강판당하고, 불펜도 부진하면서 4-14로 패배했다. 4월 24일부터 4월 26일까지 마산종합운동장 야구장에서 열린 LG 트윈스와의 경기에서는 1승 2패를 기록했다. 4월 24일 경기에서는 해커가 7이닝 5탈삼진 2실점(1자책)으로 호투하고, 나성범이 시즌 2호 솔로홈런을 포함해 3타수 3안타(1홈런) 3타점, 손시헌이 시즌 2호 3점홈런을 포함해 4타수 2안타(1홈런) 3타점을 기록하면서 승리를 기록했다. 조영훈도 8회에 시즌 2호 솔로홈런을 기록했다. NC 다이노스는 11-3으로 승리했다. 4월 25일 경기에서는 이재학이 4이닝 5실점하고, 타선이 부진하면서 2-6으로 패배했다. 4월 26일에는 찰리가 5 2/3이닝 5실점(4자책점)으로 강판당했으며, 타선이 6-7까지 추격했으나 동점을 만들지는 못하고 6-7로 패배했다. 이 경기에서 컨디션 점검차 등판한 김진성은 종아리 근육이 파열되어서 1군에서 말소됐다. 4월 28일부터 4월 30일까지 인천SK행복드림구장에서 열린 SK 와이번스와의 경기에서는 1승 1패를 기록했다. 4월 28일 경기에서는 이태양이 3 2/3이닝 5실점 강판당했으나, 타선이 폭발하면서 8-6으로 승리했다. 4월 29일 경기는 우천취소 됐다. 4월 30일 경기에서는 노성호가 1 1/3이닝만에 강판되고, 불펜이 부진하면서 6-9로 패배했다.

### 5월
5월 1일부터 5월 3일까지 수원KT위즈파크에서 열린 kt 위즈와의 경기에서 3승을 기록했다. 5월 1일 경기에서는 에릭 해커가 9회까지 잘 던졌지만 2-2로 팽팽하던 상황에서 연장전에 돌입했다. 10회초 손시헌과 김성욱의 적시타가 나오면서 4-2로 승리했다. 5월 2일 경기에서는 찰리가 6이닝 1실점으로 시즌 첫 퀄리트스타트를 기록하고, 이호준이 3점홈런을 치는 등 점수차가 크게 벌어져 12-2로 승리했다. 5월 3일 경기에서는 테임즈와 지석훈이 홈런을 치는 등 타선이 폭발하면서 11-2로 승리했다. 5월 5일부터 5월 7일까지 마산종합운동장 야구장에서 열린 KIA 타이거즈와의 경기에서는 2승 1패를 기록했다. 5월 5일 경기에서는 손민한이 5이닝 2실점(1자책)으로 호투하고, 타선이 힘을 내면서 7-3으로 승리했다. 이호준은 상대 선발 험버를 상대로 4회말에 2루타를 기록하면서 역대 16번째 통산 300 2루타를 기록했다. 5월 6일 경기에서는 박명환이 5이닝 5피안타 2볼넷 5탈삼진 2실점으로 호투했지만 승패를 기록하지는 못했고, 0-3으로 뒤진 7회말에 테임즈가 솔로홈런을 치면서 반격에 나섰다. 4-4로 팽팽하던 9회말에 지석훈이 윤석민을 상대로 무사만루에서 중전 끝내기 안타를 기록하면서 5-4로 승리했다. 임창민은 시즌 첫 승을 기록했다. 5월 7일 경기에서는 에릭 해커가 6이닝 2실점(무자책)으로 퀄리티스타트를 기록했으나, 지석훈이 겨우 적시타를 치면서 패전을 면했다. 그 후에 최금강, 이민호가 각각 1실점 하면서 2-4로 패배했다. 5월 8일부터 5월 10일까지 마산종합운동장 야구장에서 열린 롯데 자이언츠와의 경기에서는 3승을 기록했다. 5월 8일 경기에서는 4회말 김종호의 역전 2점홈런에 힘입어 4-2로 승리했다. 5월 9일 경기에서는 2회말에 이종욱의 희생플라이, 3회말에 테임즈의 좌익수 희생플라이로 1점, 이호준이 1사 2,3루에서 2루타로 2점을 득점하면서 앞서 나갔고, 박민우와 김종호의 적시타로, 6-3으로 승리했다. 이태양은 5 2/3이닝 2피안타(1피홈런) 1실점으로 시즌 2승을 기록했다. 5월 10일 경기에서는 손민한이 5이닝 1실점 호투하고, 타선이 6점을 내면서 6-2로 승리했다.
5월 13일부터 5월 14일까지 서울종합운동장 야구장에서 열린 LG 트윈스와의 경기에서는 1무 1패를 기록했다. 5월 12일 경기는 우천취소 됐다. 5월 13일 경기는 찰리가 1/3이닝 3실점 강판, 이대환이 1/3이닝 2실점 하는 등 투타가 동시에 부진하면서 2-6으로 패배했다. 5월 14일 경기에서는 이재학이 6이닝 무실점했으나 7안타 8볼넷을 하고도 한 점도 내지 못하면서 0-0으로 시즌 첫 무승부를 기록했다. 5월 15일부터 5월 17일까지 대구시민운동장 야구장에서 열린 삼성 라이온즈와의 경기에서는 2승 1패를 기록했다. 5월 15일에는 해커가 7이닝 4실점으로 내려간 후 이민호가 동점을 허용했으나 9회초 5-5 상황에서 김종호가 2점홈런을 치면서 7-5로 승리했다. 5월 16일 경기에서는 노성호가 1 2/3이닝 5실점으로 무너졌으나 타선이 차우찬을 5 1/3이닝 6실점으로 강판시키면서 쫓아가 8-8의 상황까지 만드나 7회말 최금강이 적시타를 맞으면서 8-9로 패배한다. 5월 17일 경기에서는 2-0으로 승리했다. 이 경기의 승리로 2013년 8월 15일과 8월 16일 이후 2년만에 삼성 라이온즈 상대로 위닝시리즈를 기록했다. 선발투수 박명환은 6이닝 2피안타 2탈삼진 무실점으로 2010년 6월 23일 이후 1789일만에 승리투수가 되었다. 나성범은 4회초에 선두타자로 나와 시즌 4호 솔로 홈런을 기록했다. 5월 19일부터 5월 21일까지 마산종합운동장 야구장에서 열린 kt 위즈와의 경기에서는 2승 1패를 기록했다. 5월 19일 경기에서는 찰리가 5이닝 8피안타 2실점으로 간신히 버티다가 최금강이 2실점하면서 2-4로 패배했다. 5월 20일 경기에서는 7회 박민우의 적시타, 8회 나성범의 홈런이 나오면서 4-2로 역전승했다. 5월 21일 경기에서는 해커가 6 2/3이닝 2실점하고 임창민이 1 2/3이닝 무실점으로 막으면서 세이브를 기록했다.
5월 22일부터 5월 24일까지 목동야구장에서 열린 넥센 히어로즈와의 경기에서는 3승을 기록했다. 5월 22일 경기에서는 손민한이 6 2/3이닝 무실점을 기록하면서 승리투수가 됐고, 테임즈와 최재원이 홈런을 치는 등의 활약으로 10-0으로 승리했다. 5월 23일 경기에서는 선발투수 박명환이 1이닝 3실점 했지만, 불펜투수들이 8이닝 2실점으로 막아주고, 나성범이 4안타를 치는 활약을 하면서 9-5로 승리했다. 5월 24일 경기에서는 찰리가 4이닝 5실점으로 강판당하면서 위기를 맞지만, 상대 마무리 투수 손승락이 4실점으로 무너지면서 12-11로 승리했다. 5월 26일부터 5월 28일까지 마산종합운동장 야구장에서 열린 두산 베어스와의 경기에서는 3승을 기록했다. 5월 26일 경기에서는 이재학이 강판당했지만 손정욱이 올라와 4 1/3이닝 2실점으로 호투하면서 승리투수가 되었다. 타선에서는 이종욱, 지석훈, 테임즈가 홈런을 쳤고, 특히 테임즈는 3홈런 8타점을 기록해 역대 13번째 한 경기 최다 타점을 기록했다. 5월 27일 경기에서는 해커가 6 1/3이닝 4피안타 무사사구 6탈삼진 1실점으로 호투했다. 7회초 오재원과 해커와의 언쟁으로 인해 벤치클리어링이 일어났다. 벤치클리어링 중 공을 던졌다고 의심받은 장민석이 퇴장됐다. 후에 민병헌이 공을 던진 것으로 밝혀져 3경기 출장정지와 100만원 벌금을 받았고, 엔트리 미포함 선수이던 홍성흔도 징계를 받았다. 벤치클리어링 후 최금강, 이민호가 무실점으로 경기를 끝냈다. 경기에서 NC 다이노스는 7-1로 승리했다. 5월 28일 경기에서는 손민한이 6이닝 무실점하고, 이종욱, 김태군이 홈런을 치는 등의 활약으로 5-0으로 승리했다. 손민한은 4회초 김현수를 상대하면서 역대 17번째 통산 7000타자 상대를 기록했다. 5월 29일부터 5월 31일까지 광주기아챔피언스필드에서 열린 KIA 타이거즈와의 경기에서는 2승 1패를 기록했다. 5월 29일 경기에서는 선발투수 이태양이 4이닝 5실점(4자책)으로 강판당했고, 문수호, 윤강민, 민성기가 부진하면서 3-13으로 패배했다. 5월 30일 경기에서는 찰리가 4이닝 5실점(4자책)으로 강판당했으나, 7회에 이호준이 만루 홈런을 기록하면서 역전해 11-6으로 승리했다. 5월 31일 경기에서 7-6으로 승리하면서 시즌 전적 30승 1무 19패로 삼성 라이온즈에 이어 두번째로 30승 고지에 올랐으며, 5월에 20승을 기록하면서, KBO 리그 월간 최다승 타이를 기록하게 됐다. 나성범은 8호, 9호 홈런을 각각 2점 홈런으로 기록했고, 테임즈도 시즌 18호 1점 홈런을 기록했다. 박진우는 손정욱을 구원 등판해 3이닝 무실점을 기록하면서 1군 첫 등판에 승리를 기록했다. 손시헌은 이 경기에 출장하면서 통산 1100경기 출장 기록을 세웠다.

### 6월
6월 2일부터 6월 4일까지 마산종합운동장 야구장에서 열린 LG 트윈스와의 경기에서는 3패를 기록했다. 6월 2일 경기에서는 선발 투수 해커가 2 2/3이닝 8실점으로 강판당했고, 후속 투수들이 10실점 하면서 5-18로 패배했다. 6월 3일에는 손민한이 4 1/3이닝 3실점 강판당하고, 임정호, 최금강이 실점하면서 3-8로 패배했다. 6월 4일에는 투수진이 비교적 선전했으나, 타선이 부진하면서 1-4로 패배했다. 6월 5일부터 6월 7일까지 마산종합운동장 야구장에서 열린 삼성 라이온즈와의 경기에서는 2승 1패를 기록했다. 6월 5일 경기 전에 찰리가 웨이버 공시됐다. 박명환이 5 2/3이닝 3실점으로 제 역할을 했으나, 노성호와 박진우가 실점하면서 1-6으로 패배했다. 6월 6일 경기에서는 선발 투수 이민호가 5이닝 1실점 4탈삼진으로 선전하고, 손시헌의 솔로 홈런, 테임즈의 3타점 2루타 등의 활약으로 5-4로 승리했다. 6월 7일 경기에서는 선발 투수 해커가 7이닝 무실점(5피안타 2볼넷 6탈삼진)을 기록하면서 개인 7승을 거두었고 팀은 11-2로 승리했다. 김종호는 6회 무사 만루에서 권오준의 직구를 받아쳐 데뷔 첫 만루홈런을 기록했다. 이호준은 3타수 3안타 2타점을 기록했다. 6월 9일부터 6월 10일까지 인천SK행복드림구장에서 열린 SK 와이번스와의 경기에서는 2승을 기록했다. 6월 9일 경기에서는 이재학이 6이닝 2실점을 기록하고, 타선이 10점을 내주면서 10-2로 승리했다. 6월 10일 경기에서는 이태양이 5이닝 2실점(1자책)을 기록하고, 불펜이 선전하면서 7-2로 승리했다. 6월 11일 경기는 1회말에 우천취소됐다.
6월 12일부터 6월 14일까지 서울종합운동장 야구장에서 열린 두산 베어스와의 경기에서는 1승 2패를 기록했다. 6월 12일 경기에서는 손민한이 4이닝 4실점을 기록했으나, 8회초 5-5에서 테임즈와 최재원의 적시타로 8-5로 승리했다. 6월 13일 경기에서는 해커가 6 1/3이닝 4실점(3자책)을 기록했고, 타선이 힘을 쓰지 못하면서 2-4로 패배했다. 6월 14일 경기에서는 이재학이 3이닝 7피안타 3실점으로 부진하고, 불펜도 3실점하면서 2-6으로 패배했다. 6월 16일부터 6월 18일까지 수원KT위즈파크에서 열린 kt 위즈와의 경기에서는 1승 2패를 기록했다. 6월 16일 경기에서는 이태양이 5이닝 2실점을 기록했으나, 타자들이 부진하면서 3-4로 패배했다. 6월 17일 경기에서는 이민호가 1 2/3이닝 6실점(5자책)으로 부진하면서 4-12로 패배했다. 6월 18일 경기에서는 선발 투수 손민한이 5이닝 6피안타 3탈삼진 4실점(2자책점)을 기록하면서 7승을 기록했다. 1회초 3-0으로 앞선 무사 2루에서 이호준이 2점홈런을 기록하면서 39세 4개월 10일의 나이로 300홈런을 기록하며, 종전 박재홍(39세 26일)이 갖고 있던 최고령 300홈런 기록을 갈아치웠다. 경기에서 9-4로 승리했다. 6월 19일부터 6월 21일까지 마산종합운동장 야구장에서 열린 한화 이글스와의 경기에서는 3승을 기록했다. 6월 19일 경기에서는 선발 투수 에릭 해커가 8이닝 3실점으로 호투했고, 8회말 김태군의 솔로홈런으로 4-3으로 승리했다. 6월 20일 경기에서는 이재학이 5 1/3이닝 9탈삼진으로 호투하면서 4-1로 승리했다. 6월 21일 경기에서는 이태양이 6 2/3이닝 무실점을 기록했고, 테임즈가 3점 홈런을 기록하면서 6-0으로 승리했다. 한편 이 경기 도중 kt 위즈에 홍성용, 오정복을 내주고 용덕한을 받아오는 트레이드가 성사됐다.
6월 23일부터 6월 24일까지 마산종합운동장 야구장에서 열린 KIA 타이거즈와의 경기에서는 1승 1패를 기록했다. 6월 23일 경기에서는 찰리 쉬렉의 대체 외국인 투수인 재크 스튜어트가 첫 등판을 해 5 1/3이닝 3실점(2자책)을 기록했다. 9회말 이범호에게 피홈런을 허용하면서 4-7로 패배했다. 6월 24일 경기에서는 손민한이 승리투수가 되면서 8승(4패)를 기록했고, 통산 120승을 기록했다. 경기는 8-1로 승리했다. 이날 경기의 승리로 삼성 라이온즈에 이어 두번째로 40승(1무 28패)을 기록했다. 6월 25일 경기는 우천 취소됐다.

### 플레이오프
- 플레이오프 출장 선수 명단[30]

| 포지션 | 이름                                                                         |
| ------ | ---------------------------------------------------------------------------- |
| 감독   | 김경문                                                                       |
| 코치   | 양승관 최일언 이광길 김광림 전준호 박승호 최기문 이동욱                      |
| 투수   | 이재학 스튜어트 해커 이태양 손민한 이혜천 김진성 최금강 임창민 임정호 이민호 |
| 포수   | 김태군 용덕한                                                                |
| 내야수 | 이호준 손시헌 테임즈 조영훈 모창민 지석훈 노진혁 박민우 조평호 최재원        |
| 외야수 | 이종욱 김종호 김준완 나성범 김성욱                                           |

## 시즌 기록

### 팀 순위
| 순위 | 구단          | 경기 | 승 | 무 | 패 | 승률  | 승차 | 포스트시즌             |
| ---- | ------------- | ---- | -- | -- | -- | ----- | ---- | ---------------------- |
| 1위  | 삼성 라이온즈 | 144  | 88 | 0  | 56 | 0.611 | -    | 한국시리즈 진출        |
| 2위  | NC 다이노스   | 144  | 84 | 3  | 57 | 0.596 | 2.5  | 플레이오프 진출        |
| 3위  | 두산 베어스   | 144  | 79 | 0  | 65 | 0.549 | 9.0  | 준플레이오프 진출      |
| 4위  | 넥센 히어로즈 | 144  | 78 | 1  | 65 | 0.545 | 9.5  | 와일드카드 결정전 진출 |
| 5위  | SK 와이번스   | 144  | 69 | 2  | 73 | 0.486 | 18.0 | 와일드카드 결정전 진출 |
| 6위  | 한화 이글스   | 144  | 68 | 0  | 76 | 0.472 | 20.0 | 진출실패               |
| 7위  | KIA 타이거즈  | 144  | 67 | 0  | 77 | 0.465 | 21.0 | 진출실패               |
| 8위  | 롯데 자이언츠 | 144  | 66 | 1  | 77 | 0.462 | 21.5 | 진출실패               |
| 9위  | LG 트윈스     | 144  | 64 | 2  | 78 | 0.451 | 23.0 | 진출실패               |
| 10위 | kT 위즈       | 144  | 52 | 1  | 91 | 0.364 | 35.5 | 진출실패               |

### 개인 최고 기록
- 장타율: 테임즈(0.790, KBO 리그 역대 최고 기록)
- OPS: 테임즈(1.288, KBO 리그 역대 최고 기록)

## 시즌 달성 기록

### 팀 시즌 달성 기록
| 기록                        | 날짜            | 상대팀                                                   | 구장                     | 기타                                                                     |
| --------------------------- | --------------- | -------------------------------------------------------- | ------------------------ | ------------------------------------------------------------------------ |
| KBO 리그 월간 최다승        | 2015년 5월      | kt(5승) KIA(4승) 롯데(3승) 삼성(2승) 넥센(3승) 두산(3승) | 수원 마산 대구 목동 광주 | 20승 역대 2번째                                                          |
| 5타자 연속 2루타            | 2015년 7월 11일 | 넥센 히어로즈                                            | 목동                     | 용덕한 박민우 조영훈 나성범 테임즈 역대 최초                             |
| 한 시즌 팀 100타점 타자 3명 | 2015년 9월 16일 | kt 위즈                                                  | 마산                     | 나성범 이호준 테임즈 역대 1번째                                          |
| 팀사이클링 홈런             | 2015년 9월 16일 | kt 위즈                                                  | 마산                     | 나성범 손시헌 김태군 이호준 역대 16번째                                  |
| 9타자 규정타석              | 2015년 9월 25일 | LG 트윈스                                                | 마산                     | 나성범 박민우 테임즈 이종욱 이호준 손시헌 김종호 지석훈 김태군 역대 최초 |

### 타자 시즌 달성 기록
| 성명   | 기록                    | 날짜            | 상대팀 | 상대투수                                                       | 구장 | 기타        |
| ------ | ----------------------- | --------------- | ------ | -------------------------------------------------------------- | ---- | ----------- |
| 이종욱 | 통산 1100안타           | 2015년 4월 1일  | 넥센   | 피어밴드                                                       | 마산 | 역대 63번째 |
| 테임즈 | 사이클링히트            | 2015년 4월 9일  | KIA    | 양현종(2루타 2 홈런 1) 김태영(안타) 임준섭(3루타)              | 광주 | 역대 17번째 |
| 이종욱 | 통산 300도루            | 2015년 4월 15일 | 롯데   | 이상화(포수 : 장성우)                                          | 사직 | 역대 9번째  |
| 이호준 | 통산 1600안타           | 2015년 4월 18일 | 한화   | 배영수                                                         | 대전 | 역대 19번째 |
| 이호준 | 통산 2800루타           | 2015년 4월 22일 | 삼성   | 차우찬                                                         | 마산 | 역대 10번째 |
| 이호준 | 통산 300 2루타          | 2015년 5월 5일  | KIA    | 험버                                                           | 마산 | 역대 16번째 |
| 테임즈 | 한 경기 최다 타점       | 2015년 5월 26일 | 두산   | 마야(4타점) 김수완(3타점) 박종기(1타점)                        | 마산 | 역대 13번째 |
| 손시헌 | 통산 1100경기 출장      | 2015년 5월 31일 | KIA    |                                                                | 광주 | 역대 87번째 |
| 이호준 | 통산 300 홈런           | 2015년 6월 18일 | kt     | 정성곤                                                         | 수원 | 역대 8번째  |
| 이종욱 | 통산 1100경기 출장      | 2015년 6월 18일 | kt     |                                                                | 수원 | 역대 88번째 |
| 이호준 | 통산 1100 타점          | 2015년 6월 19일 | 한화   | 배영수                                                         | 마산 | 역대 4번째  |
| 이종욱 | 10년 연속 두자릿수 도루 | 2015년 6월 21일 | 한화   | 권혁(포수 : 정범모)                                            | 마산 | 역대 9번째  |
| 이호준 | 통산 2900루타           | 2015년 6월 26일 | LG     | 루카스                                                         | 잠실 | 역대 9번째  |
| 테임즈 | 20홈런 20도루           | 2015년 7월 3일  | 한화   | 송창식(상대포수 : 조인성)                                      | 대전 | 역대 39번째 |
| 테임즈 | 100타점 100득점         | 2015년 8월 12일 | 넥센   | 송신영                                                         | 목동 | 역대 14번째 |
| 테임즈 | 사이클링히트            | 2015년 8월 12일 | 넥센   | 송신영(안타 1 홈런 1) 김대우(3루타) 김정훈(2루타) 손승락(안타) | 목동 | 역대 18번째 |
| 이호준 | 통산 6000타수           | 2015년 8월 13일 | 두산   | 스와잭                                                         | 잠실 | 역대 17번째 |
| 나성범 | 20홈런 20도루           | 2015년 8월 22일 | SK     | 켈리                                                           | 문학 | 역대 41번째 |
| 이종욱 | 통산 1200안타           | 2015년 8월 22일 | SK     | 신재웅                                                         | 문학 | 역대 52번째 |
| 테임즈 | 30홈런 30도루           | 2015년 8월 28일 | 한화   | 배영수(상대포수 : 폭스)                                        | 마산 | 역대 8번째  |
| 이호준 | 통산 1700안타           | 2015년 9월 15일 | kt     | 홍성무                                                         | 마산 | 역대 17번째 |
| 나성범 | 100타점 100득점         | 2015년 9월 18일 | 한화   | 로저스                                                         | 대전 | 역대 17번째 |
| 테임즈 | 한 시즌 100볼넷         | 2015년 9월 28일 | 한화   | 배영수                                                         | 마산 | 역대 14번째 |
| 테임즈 | 40홈런 40도루           | 2015년 10월 2일 | SK     | 신재웅(상대포수 : 정상호)                                      | 문학 | 역대 최초   |

### 투수 시즌 달성 기록
| 성명   | 기록                      | 날짜            | 상대팀 | 구장 | 상대타자 | 기타        |
| ------ | ------------------------- | --------------- | ------ | ---- | -------- | ----------- |
| 손민한 | 통산 7000타자 상대        | 2015년 5월 28일 | 두산   | 마산 | 김현수   | 역대 17번째 |
| 손민한 | 통산 1700이닝             | 2015년 6월 18일 | kt     | 수원 |          | 역대 19번째 |
| 손민한 | 통산 120승                | 2015년 6월 24일 | KIA    | 마산 |          | 역대 13번째 |
| 이민호 | 3년 연속 50경기 출장      | 2015년 8월 30일 | 롯데   | 사직 |          | 역대 48번째 |
| 이혜천 | 통산 700경기 출장         | 2015년 9월 13일 | SK     | 마산 |          | 역대 7번째  |
| 이재학 | 3년 연속 세 자릿수 탈삼진 | 2015년 9월 23일 | 삼성   | 대구 | 박해민   | 역대 47번째 |
| 이재학 | 3년 연속 두 자릿수 승리   | 2015년 9월 28일 | 한화   | 마산 |          | 역대 52번째 |

## 여담
- 홈구장인 마산 야구장의 좌석 수를 13700석에서 11000석으로 줄였다.
- 이 시즌에만 KBO 퓨처스리그가 북부, 중부, 남부리그까지 3개의 리그로 나뉘어 운영되었다. 고양 다이노스는 중부리그 우승을 차지하여 역대 최초의 KBO 퓨처스리그 중부리그 우승팀이 되었다.
- 2군 홈구장으로 고양 국가대표 야구훈련장을 사용하게 됨에 따라 2군 팀명이 고양 다이노스로 바뀌었다.
- 박명환은 통산 폭투 119개로 KBO 리그 역대 최다 기록을 세웠다.
- 테임즈는 WAR 10.72로 KBO 리그 역대 외국인 선수 중 최고 WAR, 구단 사상 최고 WAR을 기록했다.
- 테임즈는 장타율 0.790을 기록하여 1982년 백인천의 기록을 33년 만에 깨고 KBO 리그 역대 단일 시즌 최고 장타율 기록을 세웠다.
- 해커가 선발승으로만 19승, 손민한과 이태양이 각각 10승을 기록하여 구단 사상 최초로 단일 시즌 두 자릿수 선발승 투수 3명을 배출했다.
- 김태군은 144경기 체제에서 KBO 리그 역대 최초로 전 경기에서 수비를 소화했다. 또한 2013년 이후 포수 최초로 단일 시즌 수비이닝 1000이닝을 달성했다.
- 당시 테임즈가 140타점, 나성범이 135타점, 이호준이 110타점을 기록하여 NC 다이노스는 KBO 리그 사상 최초로 단일 시즌에 100타점 타자 3명을 배출한 팀이 되었다. 삼성 라이온즈도 이 시즌에 100타점 타자 3명을 배출했으나, NC 다이노스의 100타점 타자 3명 탄생 순간이 며칠 더 빨랐다.
- 김종호는 3루 도루 10회, 더블 스틸 7회로 2013년 이후 단일 시즌 최다 기록을 세웠다.
- 박민우는 좌투수 상대 도루 23회로 2013년 이후 단일 시즌 최다 기록을 세웠다.
- 손시헌은 3루 》홈 태그업 성공률 40%로 2013년 이후 규정 타석 충족 타자 중 단일 시즌 최고 기록을 세웠다.
- 이 시즌은 KBO 리그 사상 17번째로 규정 타석을 채운 야수 전원이 WAR 양수를 기록한 시즌이다. 그 중 가장 WAR이 낮았던 지석훈은 WAR 0.05를 기록했다.
- 손민한은 만 40세 때부터의 통산 경기 당 61.4구 투구로 KBO 리그 40대 투수 통산 최다 기록을 세웠다.
- 손민한은 만 40세 때부터의 통산 선발 이닝 88이닝, 선발 WAR 1.86, 퀄리티스타트 5회, 퀄리티스타트 성공률 26.3%, 퀵후크 7회, 구원 등판 경기 당 2.43이닝 35.29구로 2013년 이후 KBO 리그 40대 투수 통산 최다, 최고 기록을 세웠다.
- 노진혁은 KBO 리그 사상 최초로 단일 포스트시즌 장타율 4.000, OPS 5.000을 기록한 선수가 되었다.
- 나성범은 KBO 리그 사상 2번째로 포스트시즌에 투수로 등판한 야수가 되었고 야수 중 처음으로 무실점 피칭을 했다.
- 손민한은 KBO 리그 역대 40대 투수 최초로 포스트시즌에서 3루타를 허용했다.